# بخش جکسون (شهرستان مونرو، اوهایو)
بخش جکسون (به انگلیسی: Jackson Township) یک منطقهٔ مسکونی در ایالات متحده آمریکا است که در شهرستان مونرو، اوهایو واقع شده‌است.
 بخش جکسون ۵۲٫۲ کیلومتر مربع مساحت و ۴۷۷ نفر جمعیت دارد و ۳۵۸ متر بالاتر از سطح دریا واقع شده‌است.